# Rio Iriri
Der Rio Iriri ist ein linker Nebenfluss des Rio Xingu in Brasilien und etwa 1.300 km lang. 
Der Fluss entspringt in dem Gebirgszug Serra do Cachimbo im Norden von Mato Grosso in der Nähe von 
Guarantã do Norte. Danach fließt er zunächst in Richtung Norden. Nachdem er sich mit seinem wichtigsten Zufluss, dem Rio Curuá, vereinigt hat, ändert sich sein Verlauf nach Osten. Südlich von Altamira mündet er in den Rio Xingu. Das Gebiet um den Rio Iriri ist dünn besiedelt. Entlang des Flusses befinden sich teilweise große Lichtungen, die durch die Abholzung des Regenwaldes entstanden sind.